# Imán Rezug
Imán Rezug (12 de septiembre de 1993) es una deportista argelina que compite en judo. Ganó una medalla de bronce en el Campeonato Africano de Judo de 2022, en la categoría de –48 kg.

## Palmarés internacional
| Campeonato Africano | Campeonato Africano | Campeonato Africano | Campeonato Africano |
| Año                 | Lugar               | Medalla             | Categoría           |
| ------------------- | ------------------- | ------------------- | ------------------- |
| 2022                | Orán (Argelia)      | Medalla de bronce   | –48 kg              |